# Лемзаков, Николай Александрович
Лемзако́в, Никола́й Алекса́ндрович (25 февраля 1916 (по другим сведениям — 7 февраля, 24 февраля), деревня Пустошь (Иртовский погост Яренского уезда) — 11 ноября 1993, Сыктывкар) — живописец, член Союза художников СССР с 1958 года, заслуженный деятель искусств Республики Коми (1967).
Родился в крестьянской семье. Учился в Пермском художественном училище на театрально-декорационном отделении. участник Великой Отечественной войны, был в плену. Среди наиболее известных работ — «Утро в парме» (1954), «Юный музыкант» (1967), «Вечер в половодье» (1959), «Озеро», «Лесное озеро» (1967). Часть работ художника хранится в Коми республиканской национальной галерее в Сыктывкаре (ок. 130 картин), часть — в Литературно-художественном музее при яренской библиотеке (в т. ч. коллекция «Детские портреты»).